# Ópium

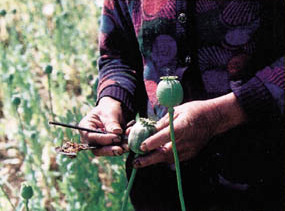
Ópiumaratás

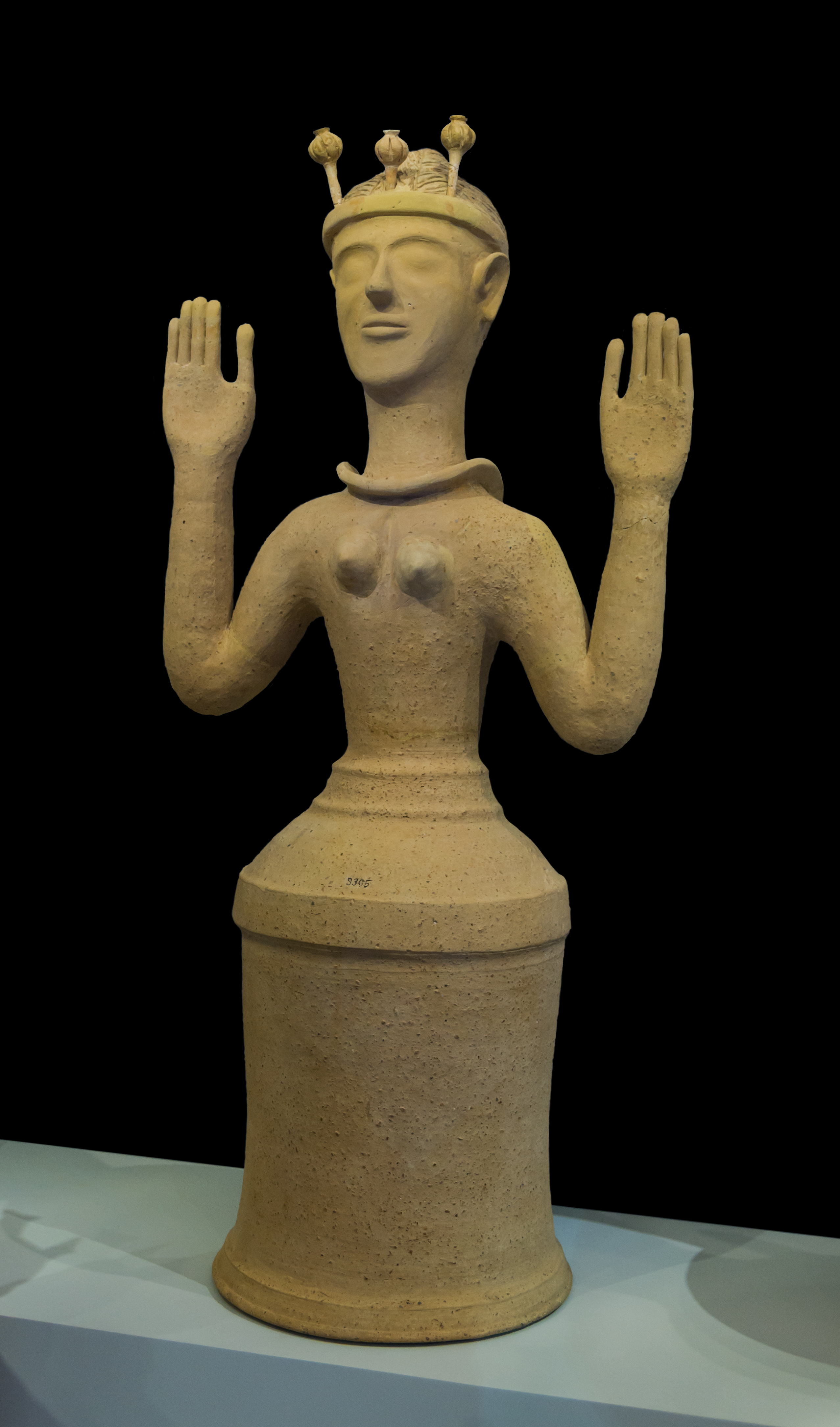
Mákistenőt ábrázoló agyagszobor Kréta szigetéről (Kr. e. 13. század). A fejdíszhez rögzített mákgubókon olyan bemetszések találhatók, amelyek a latex kinyeréséhez szükségesek.

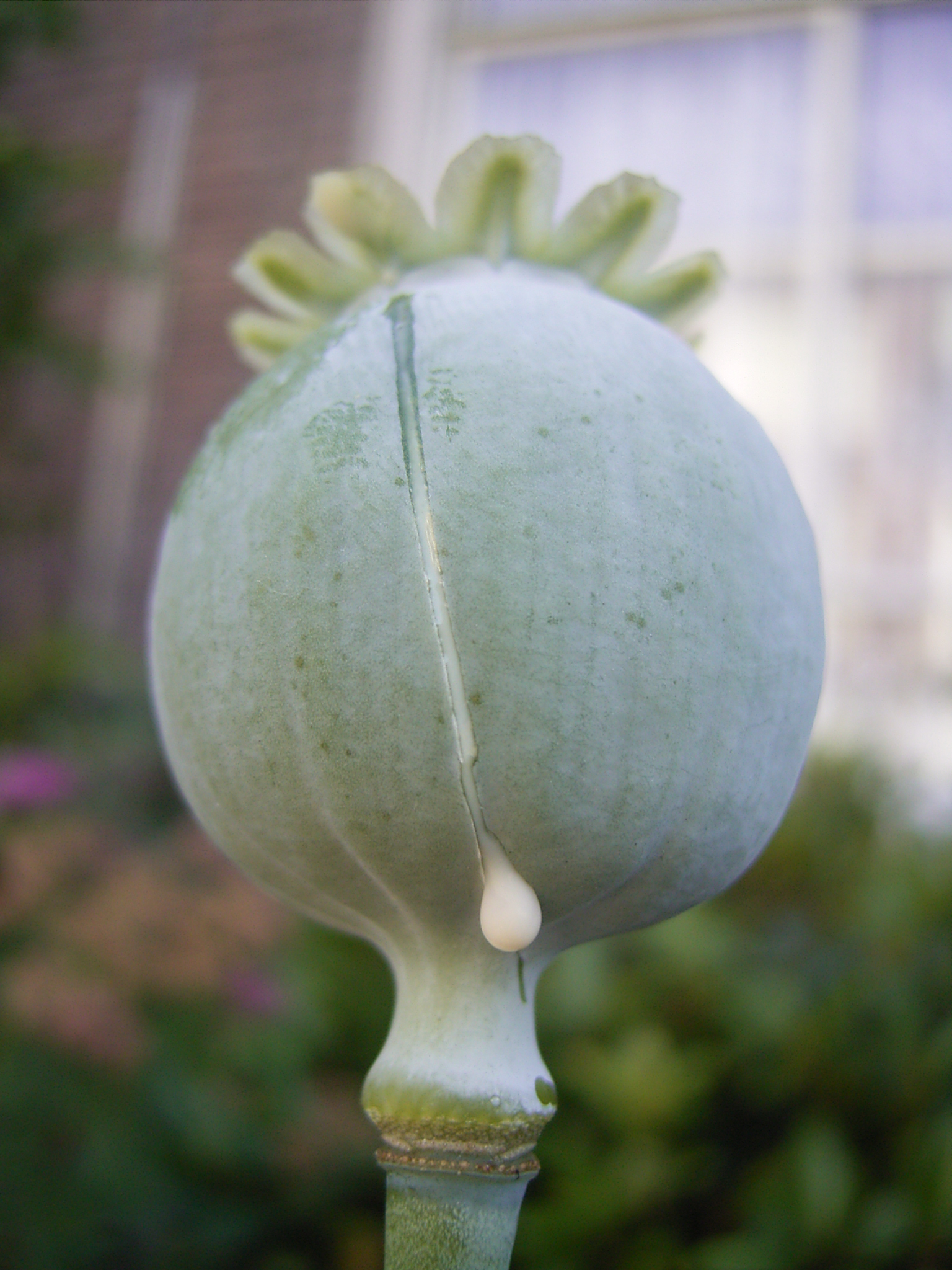
A máktok falát haránt irányban bemetszik, a kifolyt és megdermedt tejnedvet begyűjtik, szárítják, majd ópiumkaláccsá formálják

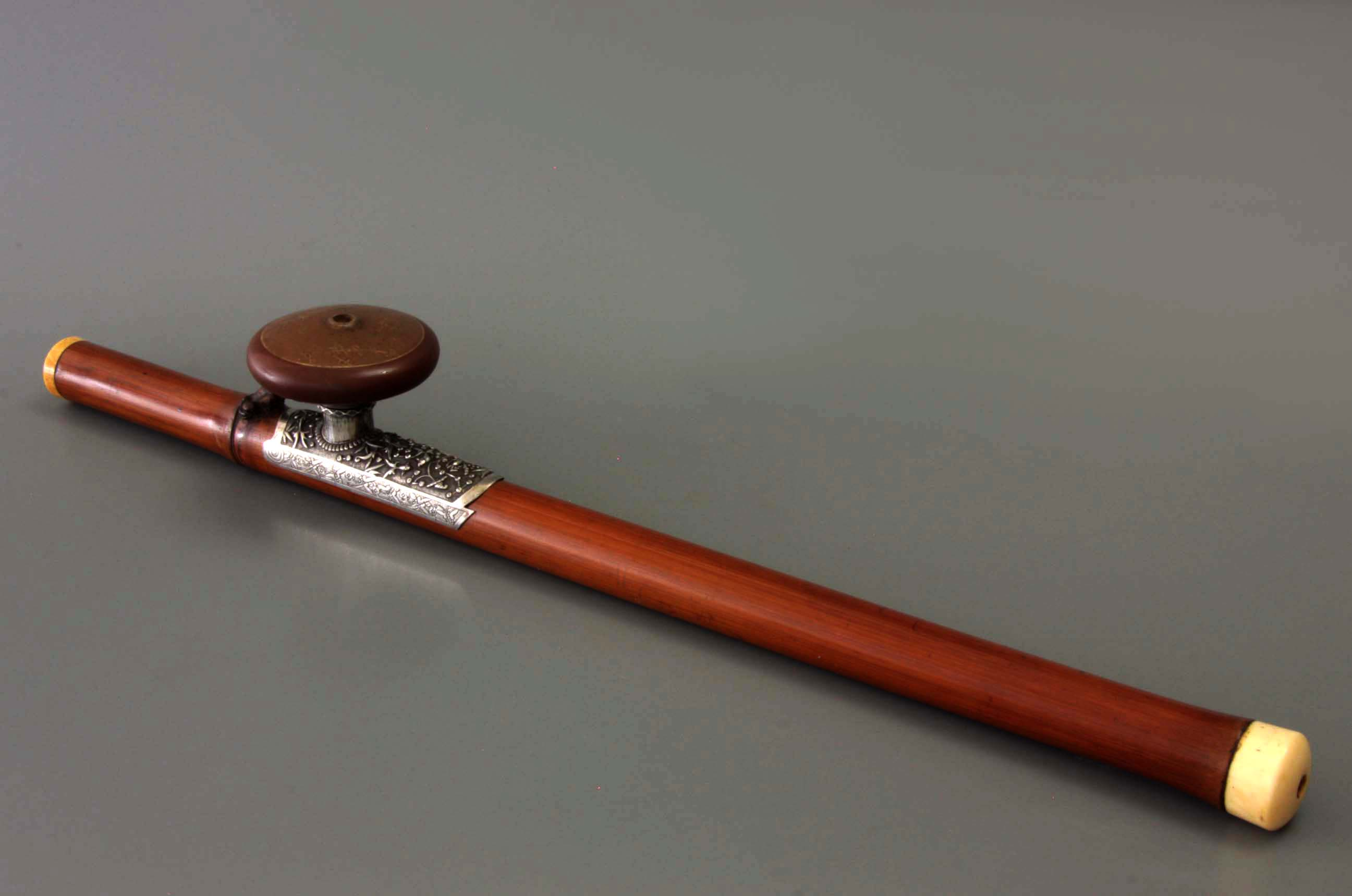
Bambuszból készült pipa ópiumszíváshoz, az ópiumélvezők apró ópiumgolyócskákat tettek a pipa nyílásába, majd meggyújtották

Az ópium (gör. máktej) vagy mákony a kerti mák (Papaver somniferum) éretlen máktokjából (gubójából) kinyert latex (tejnedv) levegőn gyantaszerűre beszáradt koncentrátuma, amely mintegy 40 különböző, merőben eltérő farmakológiai hatással bíró alkaloidot tartalmaz. Az ópium a VIII. Magyar Gyógyszerkönyvben (Ph Hg. VIIl.) hivatalos drog, amelyre a kábítószerekre vonatkozó jogszabályok vonatkoznak.

## Története

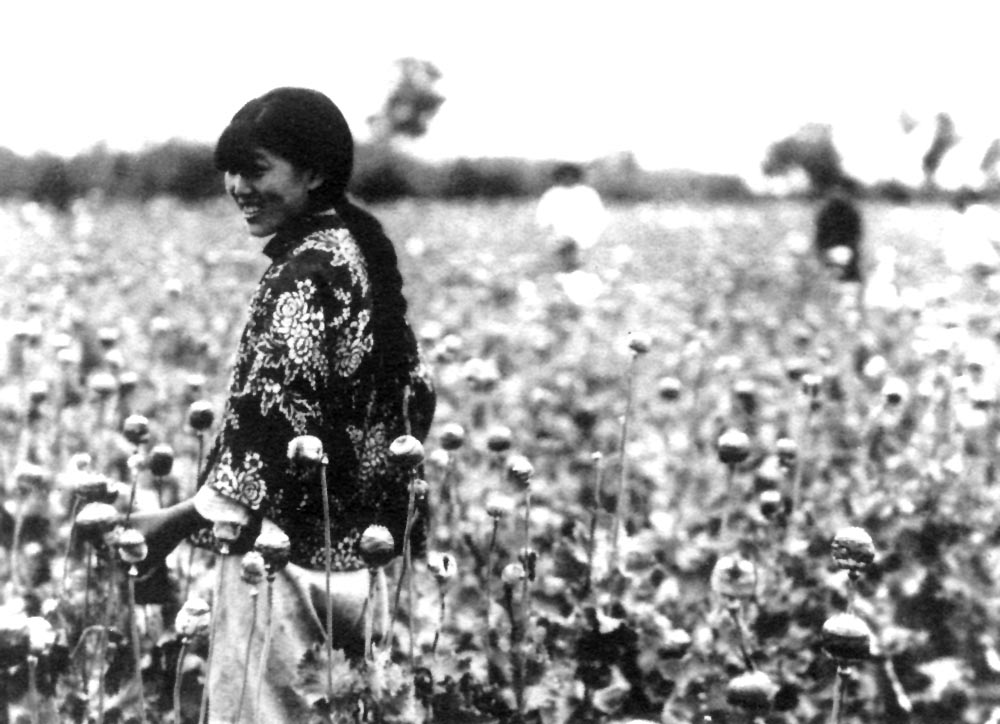
Mákbetakarítás Mandzsukuóban, a japánok bábállamában

Az ópium latin eredetű szó, a latinba pedig a görög ópionból került (jelentése "lé, nedv"); régies elnevezése áfium, amely a nyugat-törökországi Afyon tartomány nevéből származik (valószínűleg szintén a görögből).
A mák és a belőle kinyert ópium termesztése, ismerete, étkezési célú vagy medikális alkalmazása a történelem előtti időkig nyúlik vissza, és része az emberiség kultúrtörténetének.  Felhasználásának legkorábbi régészeti bizonyítékai arra engednek következtetni, hogy a mák termesztése először a mediterrán régióban terjedt el és csak jóval később került át Ázsiába. Pontos adatok arra vonatkozóan nincsenek, hogy az ember mikor kezdte el kinyerni és alkalmazni az ópium ma ismert formáját de joggal feltételezhető, hogy őseink hamar felfedezték a zöld növényről kicsorgó fehér latex farmakológiai hatását.
Feltételezések szerint először – közel 5000 évvel ezelőtt – Kis-Ázsiában a sumerek állítottak elő mákgubóból tejnedvet és használták vallási rituálékhoz vagy fájdalmak csillapításához.
A kifejezetten ópium előállítását célzó máktermesztés Kr.e. 3400-ra nyúlik vissza Mezopotámia területén, ahol ugyancsak a sumerek a máknövényt hul gilnek, azaz „örömnövénynek” nevezték. Később a termesztést átvették a Közel-Keleten az asszírok akiktől az ópium orvosi felhasználására vonatkozó első írásos emlékek is származnak, mint azt a Kr. e. 7. századi Assurban feltárt agyagtáblák tanúsítják.
Egy, a Kr. e. 13. századból való „mákistennő” krétai ábrázolása annak bizonyítéka, hogy az ópium már ekkor elterjedt a Földközi-tenger keleti térségében. Az istenség fejdíszéhez rögzített mákgubókon olyan jellegzetes bemetszések találhatók, amelyek a latex kinyeréséhez szükségesek és amely bemetszéseket ma is alkalmaznak a mákgubókon az ópium előállítása során. Egyes kutatók meggyőződése szerint a mákistennő arckifejezésében az ópiumos bódulat eksztázisa tükröződik. A mákistennő krétai tisztelete arra enged következtetni, hogy a kerti mákot – altató és fájdalomcsillapító hatása miatt – az ég ajándékának tekintették a krétaiak.
Írott és tárgyi bizonyítékok vannak arra vonatkozóan, hogy Kr. e. 13. században – a virágzó egyiptomi és krétai kereskedelmi kapcsolatok idején – az ókori Egyiptomban termesztették a kerti mákot. Mákgubót formáló agyagkorsóikban talált ópiumnyomokból arra következtethetünk, hogy ismerték a mák zöld gubójából való ópiumkinyerés technikáját is. Az antik világ egyik legkeresettebb ópiumterméke az opium tebaicum a Földközi-tenger egész térségében eladható, keresett cikk volt amely Felső-Egyiptomból, Théba városából származott. Az ópium orvosi neve a sal thebaicum (thébai só) is származási helyére Thébára utal.  Az ókori Egyiptomban az ópium gyógyászati felhasználását az Ebers papiruszok leiratai is bizonyítják.
Az ókori Görögországból származó bizonyítékok azt mutatják, hogy az ópiumot többféle módon fogyasztották, beleértve a gőzök, kúpok, orvosi borogatások belélegzését. Az orvostudomány atyjának tartott Hippokratész, (Kr. e. 460–357) javasolta a csalán magjával kevert „fehér máklé” ivását, és leírta annak nyugtató, kábító, görcsoldó hatását. A római orvosok az ópium orvosi célú használatát  görög elődeiktől tanulták meg, és terjesztették el az egész birodalomban. Az első században Pedanius Dioscorides – a farmakognózia egyik úttörője – írott munkájában különbséget tesz a mákgubó tejnedve (opos) és az egész növény kivonata (mekonion) között.
Az 1. században a farmakognózia atyjaként tisztelt görög katonaorvos Pedaniosz Dioszkoridész műveiben többször említést tesz az ópium gyógyító hatásáról. Hozzá hasonlóan Galénosz az antikvitás legismertebb és legképzettebb görög származású római orvosa is részletes leírással szolgál az ópium helyes medikális használatáról.  Majd jóval később, az ezredfordulón Avicenna – korának világhírű perzsa orvosa – a „Medicina kánon”-jának gyógyszertannal foglalkozó kötetében tesz említést az ópiumról, mely könyv irányadó orvosi munkává válik a középkor Európájában.
Kábítószerként először Törökországban használták. A 18. században már felismerték gyilkos hatását: tartós használata teljes testi-lelki összeomláshoz vezet.
A 19. században fontos kereskedelmi szerepet töltött be. Miután Daoguang (Tao-kuang) kínai császár betiltotta az ópium használatát és elkoboztatta a külföldi kereskedők áruját, Anglia válaszlépésként hadihajókkal sorakozott fel Kína partjai mentén, majd kezdetét vette az első ópiumháború. Később, az 1930-as években a Japán Birodalom is termelt és árusított ópiumot, hogy bábállamainak és terjeszkedéseinek egy részét finanszírozni tudja. Ezekben az időkben a világon forgalomban lévő ópium 90%-a japán eredetű volt.

## Előállítása
Ópium előállításához rendszerint a kerti mák (Papaver somniferum) valamelyik – kifejezetten erre a célra nemesített – alkaloidokban gazdag variánsát használják. Az ópium előanyagát, a latex gyűjtését a máknövény virágszirmainak lehullása után 8–12 nappal végzik. Az ekkor még sárgászöld máktok falát haránt irányban bemetszik, gondosan ügyelve arra, hogy a tok falát ne vágják keresztül, mert ebben az esetben a latex a gubó belsejébe folyik. A tokok metszését általában az esti órákban végzik. Az éjszaka során kifolyt és megdermedt tejnedvet lekaparják, begyűjtik.  Az összegyúrt masszát  máklevélbe burkolják és levegőn lassan több napig szárítják. A növényből kifolyt fehér massza a levegőn száradva megbarnul és nedvességtartalma 10-15 % körül stabilizálódik. Végül a száradó masszákat nagyobb úgynevezett ópiumkaláccsá formálják majd  ~ 5 kilós egységekben kerül további legális vagy illegális felhasználásra.

## Azonosítása kémiai teszttel
Legális és illegális felhasználás során gyakori igény az ópium azonnali azonosítása. Erre a célra két gyors kémiai reakció használatos.
1. Az ópium vizes kivonata FeCl3-oldattal mély vöröseslila színt ad, amely HCl hozzáadásakor is megmarad. Ez jelzi a mekonsav jelenlétét amely tipikusan jelen van az ópiumban.
2. Porcelántálra vagy óraüvegre helyezett porított ópiumhoz koncentrált kénsav-formaldehid–reagenst adva bíborvörös színeződés keletkezik, amely lassan ibolyaszínűre változik. A reakciót a morfin – az ópium állandó komponense – adja.
Amennyiben mindkét teszt pozitív reakciót mutat az ópium azonosítását elfogadottnak tekintik.

## Kémiai összetétele
Az ópium kémiai összetételére vonatkozóan az egyes irodalmi – szakmailag kifogástalan – források gyakran, nem számottevő de egymástól elérő százalékos adatokat adnak meg. Ennek oka, hogy az ópium kémiailag rendkívül összetett, beszáradt növényi tejnedv, amelyben a kiszáradás utáni vízmaradék mennyisége a többkomponensű szárazanyag kémiai összetételétől is függ. Ez utóbbi összetétele pedig időjárási és talajviszonyoktól függően változik. További bizonytalanságot okozhat a tájékozódni szándékozó olvasóban az ópiumban található alkaloidok száma, amelyet 20 és 40 között adnak meg az irodalmi források. Egyes szerzők ugyanis megadják az ópiumban található összes előforduló alkaloidot, míg mások csak az alkaloidok bioszintézise során az utolsó lépésben keletkezett és így jelentősebb mértékben felhalmozódott végtermékkel számolnak. Az eltérő adatok tehát eltérő nézőpontot tükröznek és nem hibából származnak.
Az ópium szárazanyagában található vegyületeket a kémiai elemzés során alapvetően két csoportra osztják. Alkaloidokra és a nem alkaloid típusú vegyületekre. Ez utóbbiak általában minden növényben megtalálhatók, míg az alkaloidok mint úgynevezett szekunder anyagcseretermékek a fajra jellemzőek – ebben az esetben tehát a mákfélékre, a kerti mákra. 
A nem alkaloid típusú vegyületek mennyisége teszi ki az ópiumkalács  több, mint 70 %-át. Ezek a vegyületek nem rendelkeznek farmakológiai hatással ezért orvosi szempontból jelentőségük nincs.  Szerkezetüket tekintve az ide sorolt anyagok: kaucsuk (5-10 %), gyanta (~ 20 %), nyálka, fehérjék (közöttük enzimek), szterinek, zsírok (1-4 %), cukrok és növényi savak, mint fumársav, tejsav, oxálecetsav és mekonsav (~ 5%).
Az alkaloidok jellemzően bázikus karakterű vegyületek amelyek  növényi savakkal sót képezve fordulnak elő a növényben. 
Az alkaloidok megtalálhatók a növény minden részében, szervében de eloszlásuk nem egyenletes. A leggazdagabb növényi rész a máktok – tehát az ópium származási helye – ahol az alkaloidok 92 %-a halmozódik fel. Az ópiumban található alkaloidok száma közel 40, amelyeket vagy farmakológiai hatásuk, vagy kémiai szerkezetük alapján szokás csoportosítani.
Kémiai szerkezetük alapján a legfontosabb vegyületcsoportok:
- Fenantrénvázas alkaloidok: morphin (5–15%), kodein (2,5–5%), tebain (<1%), neopin, kodeinon, oripavin.
- Izokinolin-vázas alkaloidok

- Benzil-izokinolin-származékok: papaverin (0,5-1,5%), retikulin, laudanozin, laudanin,
- Ftalid-tetrahidroizokinolin-származékok: narkotin (2–10%), narkotolin.
- Tetrahidroizokinolin-származékok: hidrokotarnin
- Szekoftalid-izokinolin-származékok: narcein, narceinimid, nornarcein.
- Aporfinvázas alkaloidok: korituberin, izoboldin.
- Benzofenantridin-származékok: szangvinarin.
- Protoberberin-származékok: berberin, kanadin, koptizin.
- Morfinándienon-származékok: (-)-szalutaridin
- Protopin-származékok: protopin, allokriptopin, kriptopin.

Az ópiumnak háromféle fő változata létezik a származási helytől és a szárítás módjától függően: Benares, Patna, és Maliva típusú ópium. 1805-ben különítették el legfontosabb hatóanyagát, a morfint, más néven morfiumot.

## Felhasználása

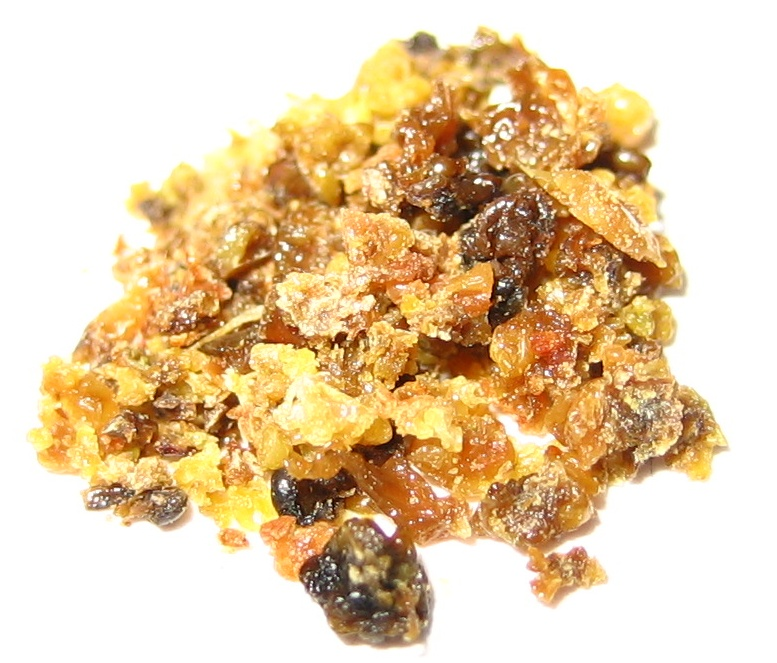
Nyers ópium

Az ópium évezredek óta használatos nyugtató, fájdalomcsillapító szer. A 17. század végéig szinte minden fájdalomcsillapító készítményben szerepelt. A görög és római orvosok már gyakran használták, egyes népek csodatévő erőt tulajdonítottak neki. 1805-ben Friedrich Wilhelm Adam Sertürner vonta ki a mákból az ópium fő hatóanyagát, egy rendkívül erős fájdalomcsillapítót, a morfint. Ezt tekintjük az első ópium-alkaloidnak. 25 különböző alkaloidot tartalmaz. A 19. században az ópiumot társadalmilag elfogadott módon laudánum formájában fogyasztották: alkoholos oldat (tinktúra), 10 százalék ópiumtartalommal, fahéjjal vagy sáfránnyal ízesítve. Kábítószerként először a 14. században használták, a 20. században rohamosan teret hódított a heroin, kodein és más, rendkívül erős függőséget okozó alkaloidja.

## A világ legnagyobb ópiumtermelői

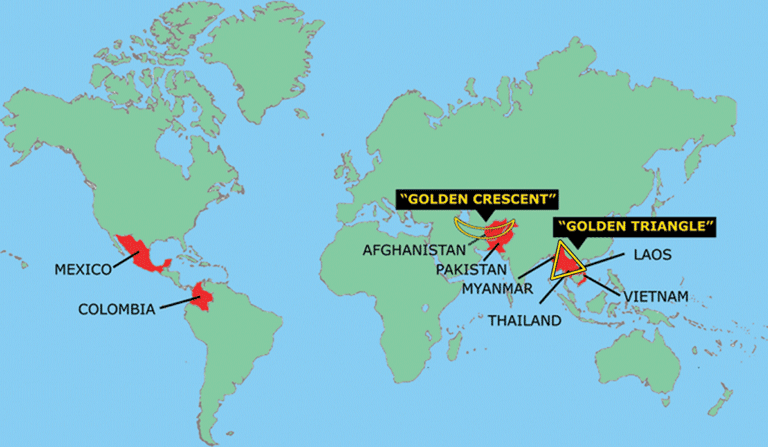
A világ nagy ópiumtermelői

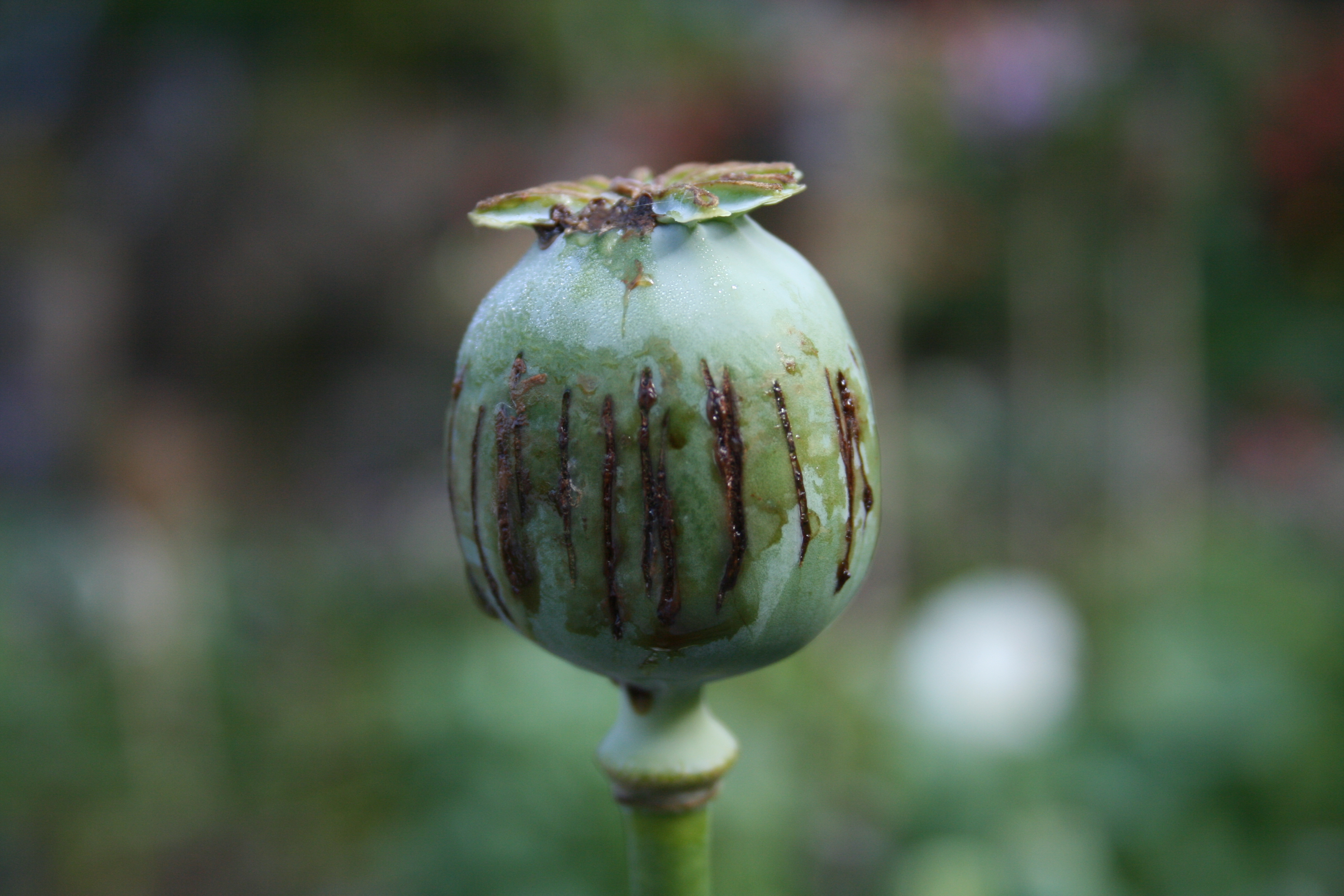
Zöld mákgubó ópiumaratás után

Napjainkban az ópiumtermelés legnagyobb része Afganisztánra, Mianmarra és Laoszra koncentrálódik. Afganisztán GDP-jének 50%-át a kábítószer-termelés adja. Afganisztán mára a világ legnagyobb kábítószer-termelő vidékévé vált. Iránnal és Pakisztánnal az Aranyfélhold (Golden Crescent) ópiumtermelő övezetet alkotják. A tálib rezsim csak a szer fogyasztását tiltotta, az előállítást nem, sőt a termelt árura 10%-os adót is kivetett. A tálib rezsim megdöntése után a nyugati államok célul tűzték ki a termelő területek megsemmisítését. A fellépések ellenére a kábítószert előállító földterületek nagysága tovább növekszik, és bár tetemes mennyiséget foglalnak le az afgán–iráni határon, Afganisztán szinte minden tartományában biztos megélhetést jelent a termelés.
A világ másik nagy ópiumtermelő övezete az ún. Aranyháromszög (Golden Triangle), melyet Mianmar, Thaiföld, Vietnám és Laosz alkot. Az Aranyháromszög legnagyobb termelője Mianmar (kb. 90%), a hatalom – Afganisztánhoz hasonlóan – itt is megadóztatja a termelőket, próbál minél nagyobb hasznot hajtani a kábítószer-kereskedésből. A nyers ópiumot a mianmari–thai határon lévő laboratóriumokban dolgozzák fel. A kábítószert a későbbiekben a thai vagy hongkongi kikötőkben lévő elosztóközpontokba szállítják, majd a nemzetközi kábítószer-kereskedelembe kerül. További fontos ópiumtermelő Mexikó és Kolumbia.